# Мадонна Таддея

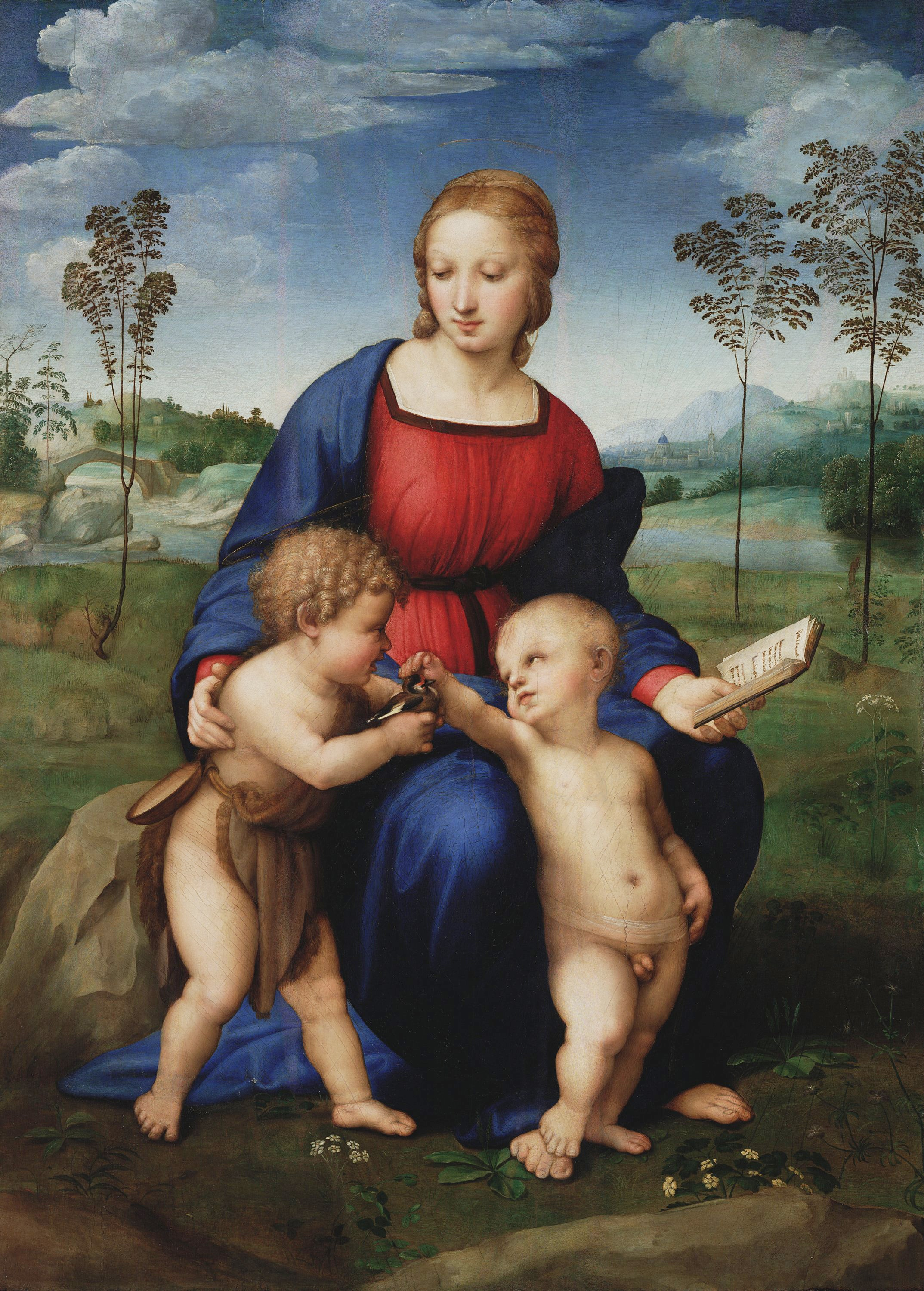
Рафаель. «Мадонна з щигликом»
(1507)

«Мадо́нна Таддея» (італ. Tondo Taddei) — мармуровий барельєф, створений італійським скульптором і художником Мікеланджело Буонарроті бл. 1504 —1506 рр. для Таддео Таддеї. 1821 року його придбав Джордж Бомон (англ. George Beaumont), а з 1830 року твір входить до колекції Королівської академії мистецтв[а]. Джеймс Гол (англ. James Hall) вважає, що «жодна інша Мадонна з дитям не містить такого емоційного та сюжетно-тематичного заряду».

## Опис
Скульптура зображає Марію, що сидить, з маленькими Ісусом та Іваном Хрестителем. Ісус витягся на колінах матері через усю площину тондо, і озирається через праве плече на Івана, який стоїть над ним і простягає йому пташку. Ісус здається зляканим, а його матір замислено, з легкою посмішкою, спостерігає за їхньою грою. Тут центральною фігурою є саме дитя, а не мадонна. На думку Віктора Лазарєва у цьому тондо простежується вплив Леонардо на Мікеланджело, адже у цьому творі «живіше розташування фігур, і гнучкіший композиційний ритм, м'якші форми, і багатша гра світлотіні, що мимоволі змушує згадати про леонардове „сфумато“».
Це тондо є більш ліричним, життєрадісним, аніж «тондо Пітті». Картина Рафаеля «Мадонна дель Карделліно» чи «Мадонна з щигликом» близька за настроєм, але композиція Мікеланджело є динамічніша.

## Техніка «non finito»
Мармур тондо ще більш грубо оброблений, аніж «Мадонна Пітті». Фігурка Ісуса є найбільш проробленою, тоді як Марія та Іван Хреститель дещо затінені, а фігури ледь проступають на тлі. Незважаючи на те, що Вазарі писав про тондо як твір розпочатий, але не закінчений, дослідники досі сперечаються про це. Лазарєв погоджувався із Вазарі, однак, він також говорив, що «в цій „незакінченості“ є свої великі чари» . Мистецтвознавець Вільям Воллес вважає, що техніка «non finito» у цьому творі скульптора виділяє завершеність образів і створює атмосферне тло. За Еріком Шильяно «недовершеність» тондо є сумнівною, адже Таддео не відмовився від замовлення, і не наполягав на «поліруванні» чи доопрацюванні.

## Для подальшого читання
- Martini Q. Osservazioni sul tondo «Taddei» // Antichita viva. — 1973. — Вип. 5. — С. 26 —71.

## Виноски
1. 1 2  Вазарі, 1970, с. 313.
2. ↑  James Hall. Unfinished Business (англ.) . The Wall Street Journal. Архів оригіналу за 22 липня 2013. Процитовано 30 квітня 2012. …no other Madonna and Child image packs such a powerful emotional and narrative punch
3. ↑  Malcolm Easton. The Taddei Tondo: A Frightened Jesus? // Journal of the Warburg and Courtauld Institutes. — 1969. — Вип. 32. — С. 391 —393. Процитовано 29 квітня 2012.
4. 1 2  Микеланджело. Поэзия. Письма, 1983, с. 9.
5. ↑  Вазарі, 1970, с. 491.
6. 1 2  Скульптурные образы Мадонны «Тондо Тадеи» и «Тондо Питти» (1503-1505) (рос.) . www.mikelangelo.ru. Архів оригіналу за 22 липня 2013. Процитовано 30 квітня 2012.
7. ↑  Wallace, 2010, с. 22.
8. ↑  Scigliano, 2005, с. 111.
9. ↑  The Sackler Wing of Galleries. Архів оригіналу за 22 липня 2013. Процитовано 29 квітня 2012.